# Azhikode South
Azhikode South é uma vila no distrito de Kannur, no estado indiano de Kerala.

## Demografia
Segundo o censo de 2001, Azhikode South tinha uma população de 23 948 habitantes. Os indivíduos do sexo masculino constituem 47% da população e os do sexo feminino 53%. Azhikode South tem uma taxa de literacia de 86%, superior à média nacional de 59,5%; com 48% para o sexo masculino e 52% para o sexo feminino. 11% da população está abaixo dos 6 anos de idade.